# روبن شاكن
روبن شاكن (بالهولندية: Ruben Schaken) وهو لاعب كُرَة قَدَم هولندي في مركز الجناح ولد في يوم 3 أبريل 1982 في مدينة أمستردام عاصمة هولندا وهو يلعب حالياً مع نادي فينورد وسبق له اللعب مع في في في فينلو ونادي فيندام وكامبور وألكمار ولعب أيضاً مع منتخب هولندا لكرة القدم ويبلغ طوله 172 سم.

## روابط خارجية
- روبن شاكن على موقع قاعدة بيانات كرة القدم.إي يو (الإنجليزية)
- روبن شاكن على موقع ناشيونال فوتبول تيمز (الإنجليزية)
- روبن شاكن على موقع Soccerway.com (الإنجليزية)
- روبن شاكن على موقع عالم كرة القدم.نت (الإنجليزية)
- روبن شاكن على موقع AS.com (الإسبانية)